# The Mikado (1939)
The Mikado (Brasil: O Mikado / Portugal: O Mandarim) é um filme britânico de 1939, do gênero comédia musical, dirigido por Victor Schertzinger e estrelado por Kenny Baker e Jean Colin.
O filme é a versão para o cinema da opereta cômica de Gilbert e Sullivan, montada incontáveis vezes na Broadway, a partir de 1885. A maior parte das canções originais foi mantida. O acompanhamento musical é da Orquestra Sinfônica de Londres.

## Sinopse

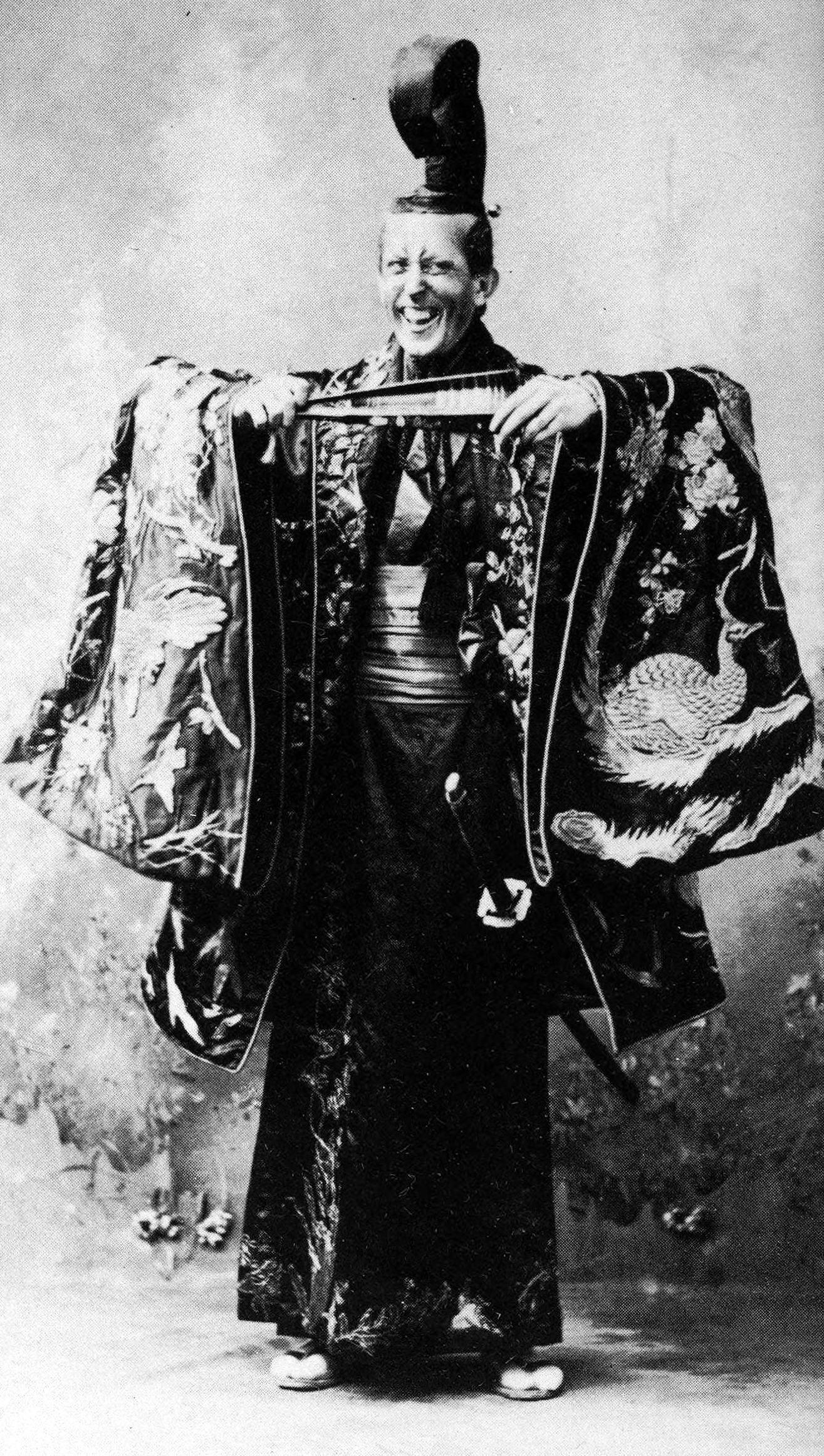
O ator R. Scott Fishe no papel do Micado na montagem teatral de 1895 da D'Oyly Carte Opera Company.

Nanki-Poo, menestrel errante, chega à vila japonesa Titi-Pu, onde vive uma série incidentes curiosos. Ko-Ko, o medroso Alto Lord Executor, que tem a missão de executar uma pessoa por dia (senão perde o emprego e...a cabeça), vê em Nanki-Poo um ótimo candidato à decapitação. Por que isso? Porque Nanki-Poo busca o suicídio ao perceber que Yum-Yum, sua paixão, não está a seu alcance. Acontece que Koo-Koo não sabe de um fato capital: Nanki-Poo é filho de ninguém menos que o micado, isto é, o próprio imperador.

## Premiações
| Patrocinador                                  | Prêmio           | Categoria                    | Situação |
| --------------------------------------------- | ---------------- | ---------------------------- | -------- |
| Academia de Artes e Ciências Cinematográficas | Oscar            | Melhor Fotografia (em cores) | Indicado |
| Festival de Veneza                            | Troféu Mussolini | Melhor Filme Estrangeiro     | Indicado |

## Elenco
| Ator/Atriz        | Personagem |
| ----------------- | ---------- |
| Kenny Baker       | Nanki-Poo  |
| Jean Colin        | Yum-Yum    |
| Martyn Green      | Ko-Ko      |
| Sydney Granville  | Pooh-Bah   |
| John Barclay      | O Micado   |
| Gregory Stroud    | Pish-Tush  |
| Constance Willis  | Katisha    |
| Elizabeth Paynter | Pitti-Sing |
| Kathleen Naylor   | Peep-Bo    |